# Musée Annigoni
Le musée Pietro Annigoni est situé à Florence dans la villa Bardini, longeant de la côte de San Giorgio.

## Description
Il a été inauguré le 25 novembre 2008 et contient des œuvres que les enfants d'Annigoni possédaient déjà et qui ont été acquises en 2007 par la Fondation Cassa di Risparmio di Firenze. Grâce aux quelque 6 000 pièces, dont des peintures, des dessins, des estampes et des souvenirs, il s'agit de la plus grande collection existante du peintre florentin.
Environ 120 œuvres ont été sélectionnées dans les salles, elles retracent le parcours artistique du peintre : des autoportraits de jeunesse aux portraits de membres de la famille, en passant par des œuvres diverses parmi lesquelles Solitudine II e Solitudine III, Cinciarda, Vecchio giardino, Interno di Studio, la Soffitta del Torero, Morte del mendicante, etc.
Sont également exposés des médailles, des lithographies, des dessins et des objets personnels, dont une chaise berçante privilégiée pour la peinture ou un mannequin utilisé pour ses expériences de peinture métaphysique.
Pour les œuvres il y a une rotation de l'exposition sur une base annuelle et la réalisation d'expositions thématiques temporaires.